# Żydowski Potok (Wapienica)
Die Żydowski Potok (deutsch: Jüdischer Bach) ist ein rechter Zufluss der Wapienica, eines Nebenflusses der Iłownica, die wiederum in die Weichsel mündet, von 21 Kilometern Länge. Der Fluss entspringt an den Hängen des Szyndzielnia in den Schlesischen Beskiden in Bielsko-Biała und mündet in die Wapienica unweit des Stausees Jezioro Wielka Łąka. Er hat den Charakter eines Gebirgsflusses.

## Tourismus
Der Fluss ist bei Angelsportlern beliebt. Forellen und Groppen treten häufig auf. Sein Wasser hat die Erste Güteklasse. Er dient auch der Trinkwasserversorgung von Bielsko-Biała.